# Oravský Podzámok
Oravský Podzámok (Hongaars: Árvaváralja) is een Slowaakse gemeente in de regio Žilina, en maakt deel uit van het district Dolný Kubín.
Oravský Podzámok telt 1.331 inwoners. De oudste adellijke familie die terug te vinden is als eigenaar van de burcht is de Hongaarse familie Balassa. Deze familienaam komt tegenwoordig nog voor in de Hongaarse stad Balassagyarmat. De burcht is sinds 1241 in bezit van de familie geweest. In 1298 komt de burcht in handen van de familie Csák. Daarna wisselt de burcht door de eeuwen heen steeds van eigenaar. De laatste adellijke eigenaar was de familie Pálffy. In 1919 als Hongarije zich overgeeft komt de burcht in handen van de Tsjechoslowaakse staat.
De burcht van het dorp was het centrum van het oude Hongaarse comitaat Árva (Árva (comitaat)). 

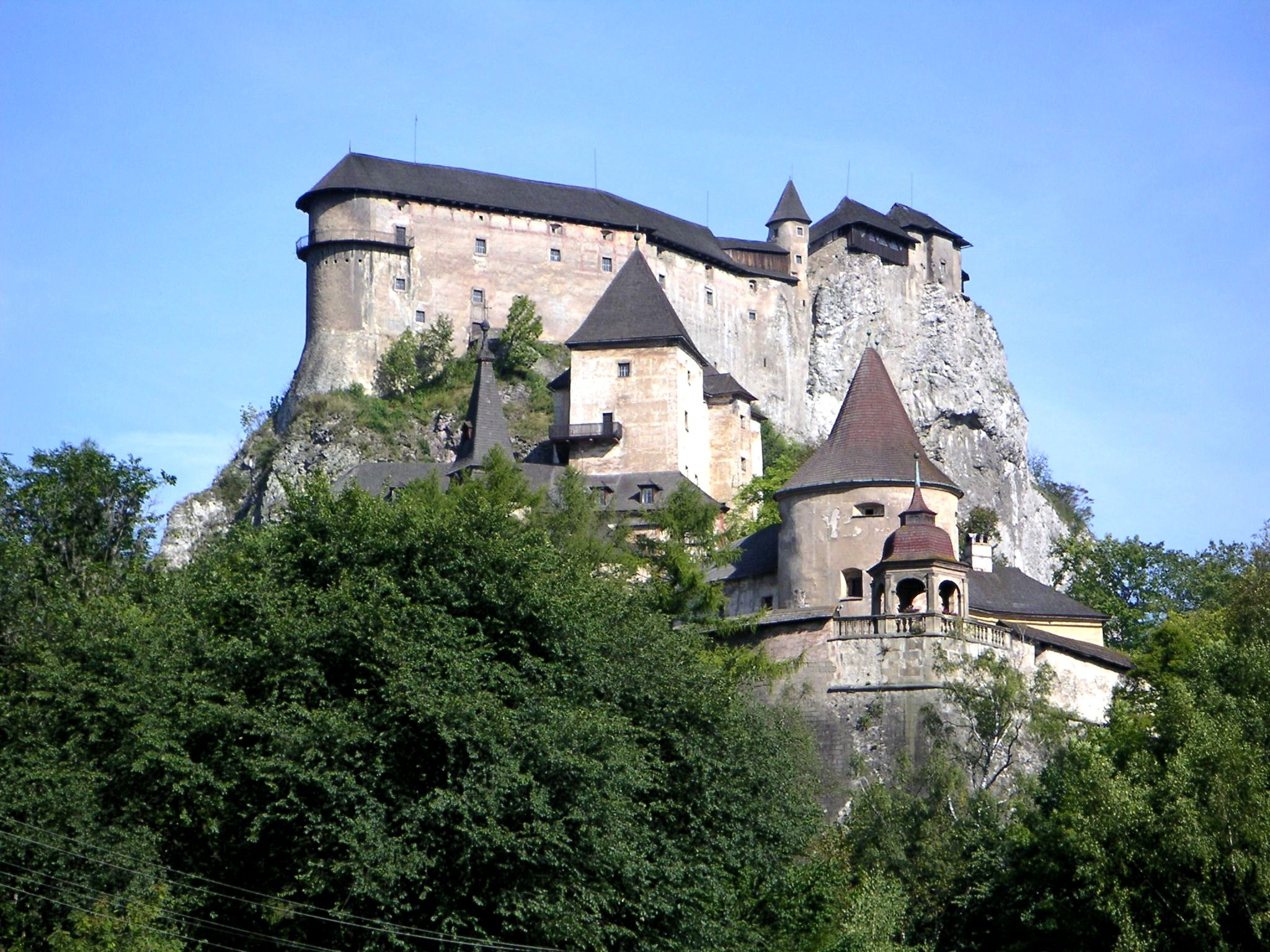
Oravský Podzámok